# Tratado de Berlim (1926)
O Tratado de Berlim (Pacto de Neutralidade e Não-Agressão germano-soviético) foi um tratado assinado em 24 de abril de 1926, sob o qual a Alemanha e a União Soviética se comprometeram a neutralidade no caso de um ataque ao outro por um terceiro por cinco anos. O tratado reafirmou o Tratado germano-soviético de Rapallo (1922).
As ratificações para o tratado foram trocadas em Berlim em 29 de junho de 1926, e entrou em vigor no mesmo dia. O tratado foi registrado na Série de Tratados da Liga das Nações em 3 de agosto de 1926. Foi renovado por protocolo adicional assinado em 24 de junho de 1931, ratificado em 5 de maio de 1933. O protocolo adicional foi registrado na Série de Tratados da Liga das Nações em 15 de fevereiro de 1935.

## Reações
Na Alemanha, o tratado foi comparado com o famoso Tratado de Resseguro de Bismarck com a Rússia em 1887. Os votos para endossar o tratado no Comitê Estrangeiro do Reichstag foram unânimes, uma novidade para a República de Weimar.
1. Chanceler alemão Wilhelm Marx: "intenção de adaptar a relação germano-russa estabelecida em Rapallo à nova situação política criada pelos tratados de Locarno".
2. República de Weimar O ministro dos Negócios Estrangeiros, Gustav Stresemann: "a ideia de combinar esta política de Locarno com uma consolidação das nossas relações com a Rússia".
3. Diplomata soviético Maxim Litvinov: "ampliação do Tratado de Rapallo".

## Texto
O Governo alemão e o Governo da União das Repúblicas Socialistas Soviéticas,
Desejosos de fazer tudo o que estiver ao seu alcance para promover a manutenção da paz geral,
Convictos de que os interesses do povo alemão e dos povos do Governo da União das Repúblicas Socialistas Soviéticas exigem uma cooperação constante e confiante,
Tendo acordado em reforçar as relações amistosas existentes entre eles através de um Tratado especial, acordaram nas seguintes disposições:
Artigo 1º
As relações entre a Alemanha e o Governo da União das Repúblicas Socialistas Soviéticas continuarão a basear-se no Tratado de Rapallo.
O Governo alemão e o Governo da União das Repúblicas Socialistas Soviéticas manterão contatos amigáveis a fim de promover um entendimento relativamente a todas as questões políticas e económicas que afetem conjuntamente os seus dois países.
Art. 2º
Se uma das Partes Contratantes, apesar de sua atitude pacífica, for atacada por uma ou mais Potências terceiras, a outra Parte Contratante observará a neutralidade durante toda a duração do conflito.
Artigo 3º
Se, por ocasião de um conflito da natureza mencionada no artigo 2º, ou em um momento em que nenhuma das Partes Contratantes estiver envolvida em operações bélicas, for formada uma coalizão entre Potências Terceiras com vistas ao boicote econômico ou financeiro de qualquer das Partes Contratantes, a outra Parte Contratante se comprometer a não aderir a essa coalizão.
Art. 4º
O presente Tratado será ratificado e os instrumentos de ratificação serão trocados em Berlim.
Entra em vigor na data da troca dos instrumentos de ratificação e mantém-se em vigor por cinco anos. As duas partes contratantes pronunciar-se-ão em tempo útil antes do termo desse prazo sobre o desenvolvimento futuro das suas relações políticas.
Em fé de que os plenipotenciários assinaram o presente Tratado.
Assinado: Herr Stresemann
Assinado: M. Krestinski

## Consequências
Em junho de 1926, os bancos alemães concederam aos soviéticos créditos no valor total de 300 milhões de marcos "graças à cooperação do governo alemão". Os juros foram fixados em 9,4% ao ano. Em outubro de 1926, o governo soviético convidou um notável grupo de deputados do Reichstag para Moscou. Georgy Chicherin, visitou Berlim em dezembro de 1926 e comentou sobre a melhoria das atuais relações germano-soviéticas em comparação com 1925.
A partir de então, no entanto, houve um lento declínio nas relações, com um colapso completo alcançado poucos meses após a ascensão de Hitler ao poder em 1933. Prorrogações do Tratado foram assinadas em 24 de junho de 1931 e, no mesmo ano, os bancos alemães concederam à União Soviética 300 milhões de marcos de créditos adicionais para a compra de bens industriais alemães.

### Artigos
- Crozier, Andrew J. (1997). «The Failed Peace». The causes of the Second World War. [S.l.]: Blackwell Publishers. p. 67. ISBN 978-0-631-18601-4. Consultado em 30 de julho de 2009
- Tucker, Robert C. (1992). «THE DIPLOMACY OF RAPPROCHEMENT WITH GERMANY». Stalin in power: the revolution from above, 1928-1941 reprint ed. [S.l.]: W. W. Norton & Company. p. 227. ISBN 978-0-393-30869-3. Consultado em 30 de julho de 2009
- Moss, Walter (2005). «Soviet Foreign Policy, 1917–1941». A history of Russia. 2 2nd ed. [S.l.]: Anthem Press. p. 284. ISBN 978-1-84331-034-1. Consultado em 30 de julho de 2009

### Livros
- Akten zur deutschen auswärtigen Politik 1918-1945. Serie B, 1925–1933
- Документы внешней политики СССР. Том 9. 1 января — 31 декабря 1926 г. — М.: Политиздат, 1965